# Xavier Pastor i Gràcia
Xavier Pastor i Gràcia (* 1950 in Palma) ist ein spanischer Biologe und Naturschützer.

## Leben
Er wurde auf der spanischen Mittelmeerinsel Mallorca geboren und gehörte zu den Mitgründern der Umweltschutzorganisation Greenpeace in Spanien. Von 1985 bis 1996 war er Präsident von Greenpeace Spanien und dann bis 2001 Exekutiv-Direktor. Er war als Koordinator des Proyecto Mediterráneo von Greenpeace International tätig.